# 日本オープン・バイブル教団
日本オープン・バイブル教団(にほんおーぷんばいぶるきょうだん)は日本のペンテコステ派の団体である。異言を伴う聖霊のバプテスマを強調する。
1950年(昭和25年)アメリカ合衆国のアイオワ州デモインのオープン・バイブル・スタンダード教団から、P・ラウンズら3名の宣教師が来日して日本伝道を開始した。1955年より日本オープン・バイブル教団を設立した。関西、関東、九州で伝道をしている。